# Saint-Martin-Valmeroux
Pour les articles homonymes, voir Saint-Martin.
Saint-Martin-Valmeroux est une commune française, située dans le département du Cantal en région Auvergne-Rhône-Alpes.

## Géographie

### Localisation
Saint-Martin-Valmeroux est un village situé dans la vallée de la Maronne. Cette vallée, qui s'ouvre au pied ouest du Puy Mary, est orientée environ est-ouest. Elle est creusée dans les dépôts volcaniques : brèches pyroclastiques, coulées pouvant parfois prendre un faciès d'orgues basaltiques, notamment sur les plateaux environnants comme celui de Salers.

### Communes limitrophes
Les communes limitrophes sont  Drugeac, Fontanges, Saint-Bonnet-de-Salers, Saint-Chamant, Saint-Cirgues-de-Malbert, Saint-Paul-de-Salers, Saint-Projet-de-Salers et Sainte-Eulalie.
| Ally           | Drugeac                | Saint-Bonnet-de-Salers |
| Sainte-Eulalie | Saint-Martin-Valmeroux | Salers                 |
| Besse          | Saint-Chamant          | Fontanges              |

### Géologie et relief
La vallée est essentiellement couverte d'herbages où paissent les célèbres salers rousses aux cornes en forme de lyre, les forêts s'accrochant sur les flancs escarpés comme le bois d'Auzeral au sud du village.

### Transports
Saint-Martin-Valmeroux est à l'intersection de la route D 38 reliant les villes d'Aurillac (au sud) et Mauriac (au nord) et la D 37 reliant les villages de Sainte-Eulalie (à l'ouest) et Fontanges (à l'est).

### Climat
Pour des articles plus généraux, voir Climat d'Auvergne-Rhône-Alpes et Climat du Cantal.
En 2010, le climat de la commune est de type climat de montagne, selon une étude du CNRS s'appuyant sur une série de données couvrant la période 1971-2000. En 2020, Météo-France publie une typologie des climats de la France métropolitaine dans laquelle la commune est exposée à un climat de montagne ou de marges de montagne et est dans la région climatique  Ouest et nord-ouest du Massif Central, caractérisée par une pluviométrie annuelle de 900 à 1 500 mm, maximale en automne et en hiver. 
Pour la période 1971-2000, la température annuelle moyenne est de 9,7 °C, avec une amplitude thermique annuelle de 15,6 °C. Le cumul annuel moyen de précipitations est de 1 303 mm, avec 12,6 jours de précipitations en janvier et 8,5 jours en juillet. Pour la période 1991-2020, la température moyenne annuelle observée sur la station météorologique de Météo-France la plus proche, sur la commune de Marmanhac à 13 km à vol d'oiseau, est de 10,6 °C et le cumul annuel moyen de précipitations est de 1 461,7 mm,. Pour l'avenir, les paramètres climatiques de la commune estimés pour 2050 selon différents scénarios d'émission de gaz à effet de serre sont consultables sur un site dédié publié par Météo-France en novembre 2022.

## Urbanisme

### Typologie
Au 1er janvier 2024, Saint-Martin-Valmeroux est catégorisée commune rurale à habitat dispersé, selon la nouvelle grille communale de densité à 7 niveaux définie par l'Insee en 2022.
Elle est située hors unité urbaine et hors attraction des villes,.

### Occupation des sols
L'occupation des sols de la commune, telle qu'elle ressort de la base de données européenne d’occupation biophysique des sols Corine Land Cover (CLC), est marquée par l'importance des territoires agricoles (80,3 % en 2018), une proportion identique à celle de 1990 (80,3 %). La répartition détaillée en 2018 est la suivante :
prairies (52,2 %), zones agricoles hétérogènes (28,1 %), forêts (10,4 %), milieux à végétation arbustive et/ou herbacée (7 %), zones urbanisées (2,4 %). L'évolution de l’occupation des sols de la commune et de ses infrastructures peut être observée sur les différentes représentations cartographiques du territoire : la carte de Cassini (XVIIIe siècle), la carte d'état-major (1820-1866) et les cartes ou photos aériennes de l'IGN pour la période actuelle (1950 à aujourd'hui).

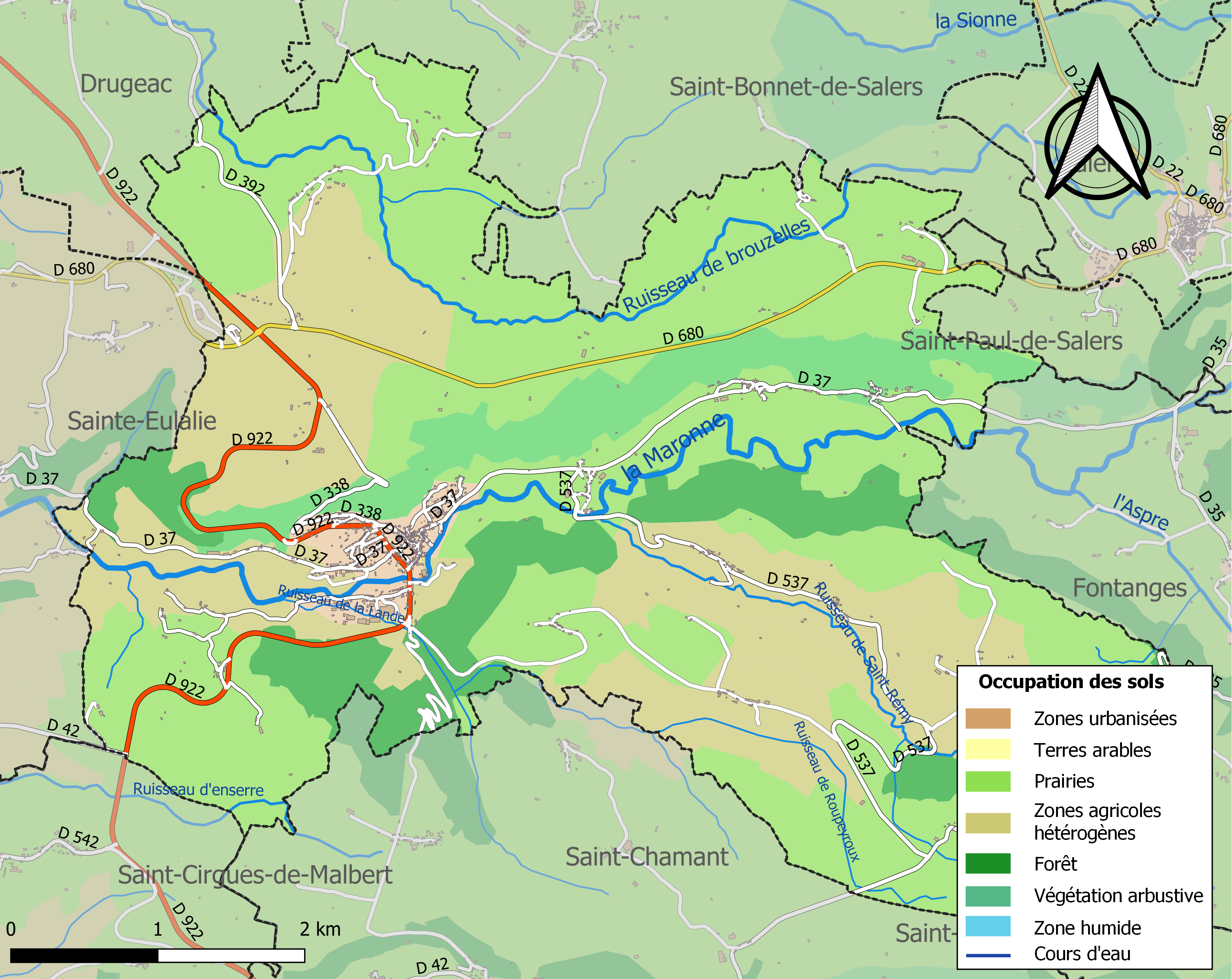
Carte des infrastructures et de l'occupation des sols de la commune en 2018 (CLC).

### Habitat et logement
En 2018, le nombre total de logements dans la commune était de 580, alors qu'il était de 557 en 2013 et de 568 en 2008.
Parmi ces logements, 62,2 % étaient des résidences principales, 26,2 % des résidences secondaires et 11,6 % des logements vacants. Ces logements étaient pour 87,4 % d'entre eux des maisons individuelles et pour 12,6 % des appartements.
Le tableau ci-dessous présente la typologie des logements à Saint-Martin-Valmeroux en 2018 en comparaison avec celle du Cantal et de la France entière. Une caractéristique marquante du parc de logements est ainsi une proportion de résidences secondaires et logements occasionnels (26,2 %) supérieure à celle du département (20,4 %) et à celle de la France entière (9,7 %). Concernant le statut d'occupation de ces logements, 75,6 % des habitants de la commune sont propriétaires de leur logement (74,6 % en 2013), contre 70,4 % pour le Cantal et 57,5 pour la France entière.
| Typologie                                               | Saint-Martin-Valmeroux | Cantal | France entière |
| ------------------------------------------------------- | ---------------------- | ------ | -------------- |
| Résidences principales (en %)                           | 62,2                   | 67,7   | 82,1           |
| Résidences secondaires et logements occasionnels (en %) | 26,2                   | 20,4   | 9,7            |
| Logements vacants (en %)                                | 11,6                   | 11,9   | 8,2            |

## Histoire

Armoiries de la Tour d'Auvergne.

Le village faisait partie du domaine des La Tour d'Auvergne. C'est sur la commune que se trouvait le château de Crèvecœur, siège du bailliage des montagnes d'Auvergne entre le XIIIe et le XVIIe siècle. Le village s'est ensuite endormi lorsque cette fonction a été déplacée à Salers.
Les bâtiments qui se blottissent au pied de l'église paroissiale, comme le bailliage et la halle, se souviennent encore de cette époque glorieuse.
En 1972, la commune a fusionné avec Saint-Rémy-de-Salers sous le régime de la fusion-association.

## Politique et administration

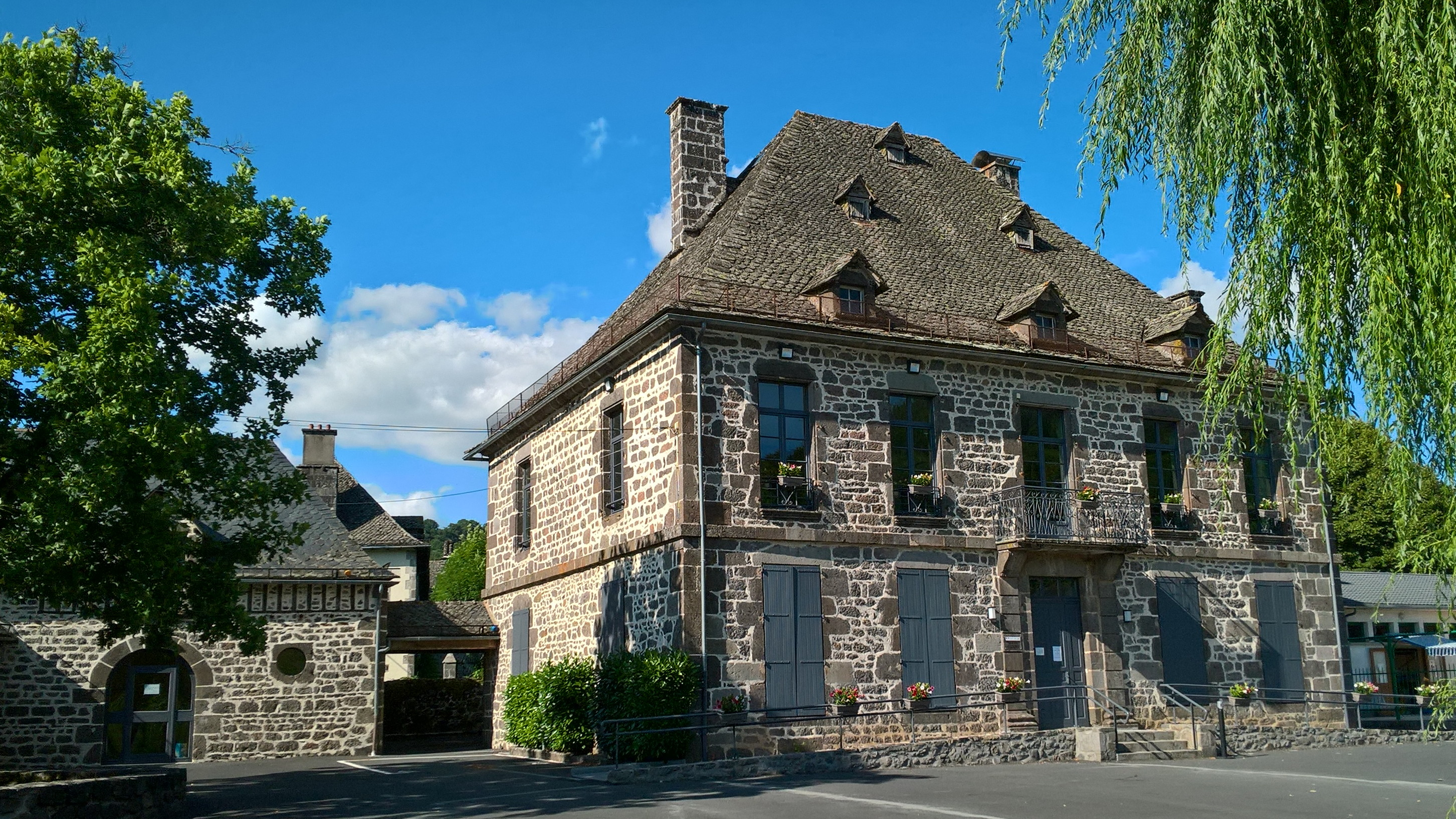
Mairie.

| Période                                  | Période    | Identité                    | Étiquette | Qualité |
| ---------------------------------------- | ---------- | --------------------------- | --------- | ------- |
| Les données manquantes sont à compléter. |            |                             |           |         |
| 1800                                     | 1816       | François Meige              |           |         |
| 1816                                     | 1819       | Antoine Mourguye            |           |         |
| 1819                                     | 1843       | Jean Félix Augustin Salvage |           |         |
| 1844                                     | 1846       | Félix Montjoly              |           |         |
| 1846                                     | 1847       | Jean Félix Augustin Salvage |           |         |
| 1848                                     |            | Jean Gély                   |           |         |
| 1849                                     | 1863       | Jean Félix Augustin Salvage |           |         |
| 1864                                     | 1879       | Ernest Mourguye             |           |         |
| 1879                                     | 1880       | Félix de Montjoly           |           |         |
| 1881                                     | 1892       | Jean Bony                   |           |         |
| 1892                                     | 1896       | Jean Paul Camille Joanny    |           |         |
| 1896                                     | 1900       | Jean Bony                   |           |         |
| 1900                                     | 1919       | Antoine Roche               |           |         |
| 1919                                     | 1929       | Émile Calsac                |           |         |
| 1929                                     | 1939       | Antoine Roche               |           |         |
| 1940                                     | 1944       | Camille Jalbert             |           |         |
| 1944                                     | 1947       | Emmanuel Cheymol            |           |         |
| 1947                                     | 1965       | Albert Vidal                |           |         |
| 1965                                     | 1975       | Paul Calsac                 |           |         |
| 1975                                     | 1977       | Lucien Peuch                |           |         |
| 1977                                     | 1989       | Edouard Palat               |           |         |
| 1989                                     | avril 2014 | Christian Fournier          | PS        |         |
| avril 2014                               | juin 2015  | Frédéric Roure              | DVD       | Cadre   |
| juin 2015                                | mai 2020   | Martial Meydieu             | DVD       |         |
| juin 2020                                | en cours   | Christian Fournier          | LREM      |         |

## Démographie
L'évolution du nombre d'habitants est connue à travers les recensements de la population effectués dans la commune depuis 1793. Pour les communes de moins de 10 000 habitants, une enquête de recensement portant sur toute la population est réalisée tous les cinq ans, les populations de référence des années intermédiaires étant quant à elles estimées par interpolation ou extrapolation. Pour la commune, le premier recensement exhaustif entrant dans le cadre du nouveau dispositif a été réalisé en 2007.

En 2022, la commune comptait 713 habitants, en évolution de −6,55 % par rapport à 2016 (Cantal : −1,08 %, France hors Mayotte : +2,11 %).
| 1793  | 1800  | 1806  | 1821  | 1831  | 1836  | 1841  | 1846  | 1851  |
| ----- | ----- | ----- | ----- | ----- | ----- | ----- | ----- | ----- |
| 1 306 | 1 102 | 1 210 | 1 243 | 1 446 | 1 506 | 1 540 | 1 552 | 1 403 |

| 1856  | 1861  | 1866  | 1872  | 1876  | 1881  | 1886  | 1891  | 1896  |
| ----- | ----- | ----- | ----- | ----- | ----- | ----- | ----- | ----- |
| 1 363 | 1 331 | 1 282 | 1 217 | 1 295 | 1 234 | 1 203 | 1 312 | 1 277 |

| 1901  | 1906  | 1911  | 1921  | 1926 | 1931  | 1936  | 1946  | 1954 |
| ----- | ----- | ----- | ----- | ---- | ----- | ----- | ----- | ---- |
| 1 283 | 1 322 | 1 260 | 1 024 | 977  | 1 075 | 1 076 | 1 015 | 969  |

| 1962 | 1968 | 1975  | 1982  | 1990  | 1999 | 2006 | 2007 | 2012 |
| ---- | ---- | ----- | ----- | ----- | ---- | ---- | ---- | ---- |
| 981  | 992  | 1 099 | 1 009 | 1 012 | 911  | 872  | 866  | 826  |

| 2017 | 2022 | - | - | - | - | - | - | - |
| ---- | ---- | - | - | - | - | - | - | - |
| 734  | 713  | - | - | - | - | - | - | - |

## Économie

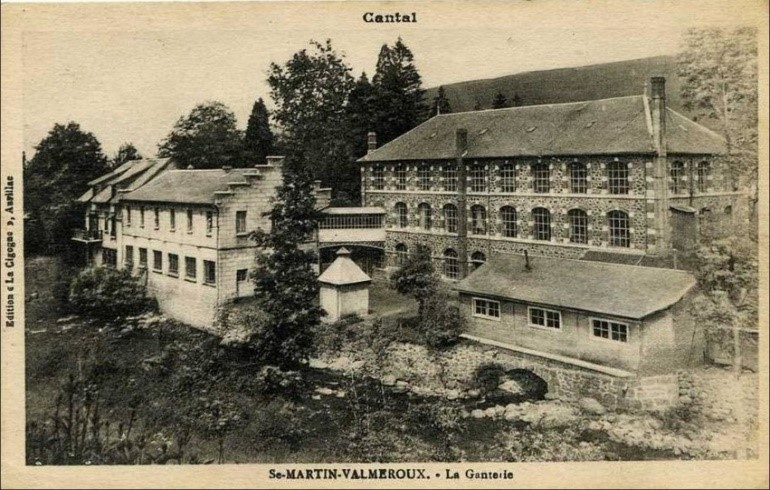
Ganterie.

Dans l'ancienne ganterie Chanut établie à Saint-Martin-Valmeroux depuis 1894 est installé le siège social d'Isotoner connue pour ses chaussons de danse et ses parapluies.

## Culture locale et patrimoine

### Lieux et monuments

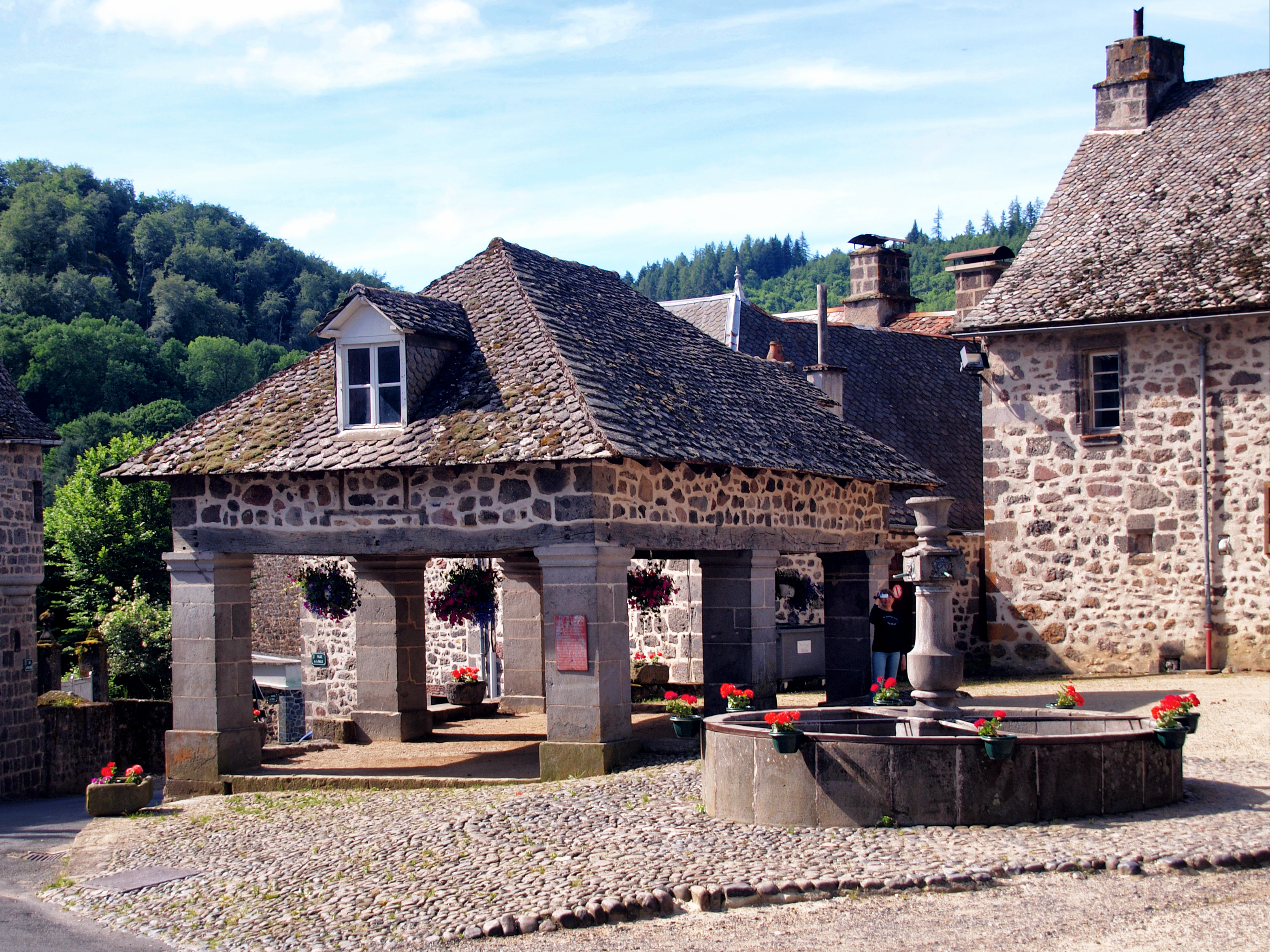
La halle.

La commune possède trois monuments historiques classés ou inscrits et deux châteaux d'intérêt historique régional.
- L'église Saint-Martin de Saint-Martin-Valmeroux est classée monument historique depuis 1862[16].
- L'église Saint-Rémy de Saint-Rémy-de-Salers.
- Le monument aux morts de Saint-Martin-Valmeroux.
- La halle du marché est édifiée en 1838. Un marché s'y tenait chaque vendredi. Une pierre qui servait de mesure pour les grains est enchâssée dans sa base. Cette « pierre mesure » d'un seul bloc a pour dimensions 1,75 m de long, 0,50 m de haut et 0,85 m de profondeur. Elle est percée de trois trous en forme de cuvettes, chacune représentant une mesure : la première une quarte, la seconde une demi-quarte et la troisième un quart. Des bouchons en bois fermaient les orifices. Elle est inscrite à l'inventaire des monuments historiques depuis 1947[17].
- Le manoir de Saint-Pol est construit au XVe et XVIe siècles mais subit des modifications au XIXe siècle. Il est inscrit à l’inventaire des monuments historiques depuis 1971[18].
- Le château de Crèvecœur est un château royal, siège du bailliage des Montagnes d'Auvergne entre le XIIIe et le XVIIIe siècle.
- Le château de Bezou est cédé par la famille del Peuch au sieur Marion, puis aux Saint-Martial, seigneurs de Drugeac, comme coseigneurs de Saint-Martin, qui le conservent jusqu'en 1765. À cette date, le Puech est racheté par le sieur André de La Ronade qui est déclaré émigré pendant la Révolution, tandis que sa mère âgée est arrêtée. Le domaine est saisi et vendu comme bien national. Il n'en reste que des ruines.

### Personnalités liées à la commune
- Jean Félix Salvage (1762-1843), né et décédé à Saint-Martin-Valmeroux, homme politique,  député du Cantal.
- Félix Salvage (1796 à Saint-Martin-Valmeroux-1863 à Paris), homme politique, Député du Cantal de 1831 à 1848.
- Jean Dufour (1949-2020) y est né.
- Esther Paslier (1997), skieuse.

### Héraldique
| Blason de Saint-Martin-Valmeroux | Blason  | Écartelé : au 1er d'azur semé de fleurs de lys d'or, à la tour d'argent ouverte, ajourée et maçonnée de sable, au 2e d'argent au lion de gueules, au 3e d'or au gonfanon de gueules frangé de sinople, au 4e d'azur au flanchis fourché de huit pointes d'argent et chargé en abîme d'une croix de sable. |
| Blason de Saint-Martin-Valmeroux | Détails | Le statut officiel du blason reste à déterminer. |